# Ajuntament de Cornellà de Llobregat
L'Ajuntament de Cornellà de Llobregat és una obra del municipi de Cornellà de Llobregat (Baix Llobregat) inclosa en l'Inventari del Patrimoni Arquitectònic de Catalunya.

## Descripció
Es tracta d'un edifici de caràcter noucentista de tres plantes i golfes. Els seus volums cúbics i la profusió d'obertures rectangulars responen a uns criteris funcionalistes, però la intenció d'imitar els palauets renaixentistes, al remarcar la planta noble amb balconada i al predominar una visió exterior de tres pisos assenyalats per falses cornises horitzontals, donen a la construcció un caràcter historicista propi del noucentisme. Elements com els ulls de bou, o com les mitges pilastres dòriques que divideixen algunes finestres confirmen l'estil. Les arcades neoromàniques del primer pis compliquen l'historicisme, distorsionant les formes. Cal buscar la seva raó de ser en una falsa coherència estètica amb els trams de mur i les columnes amb capitell aprofitats d'època medieval a la planta baixa.

## Història
L'Ajuntament s'alça al lloc on anteriorment hi havia la Casa del Comú, construïda presumiblement a mitjans del segle xix quan es va urbanitzar i va prendre cos el Centre.
El 1928, al subsòl s'hi varen descobrir vestigis d'una vil·la romana (hom especula sobre si es tracta de la "Cornelianus", que dona nom a la ciutat) i ben a prop els fonaments i les restes de l'església paleocristiana i de la preromànica que hi va edificar el bisbe Vives de Barcelona.
El nou Ajuntament es construí amb la inclusió a la seva façana i porta principal de les columnes i capitells d'aquesta antiga església així com el parament preromànic, ben visible.